# Vendays-Montalivet
Vendays-Montalivet – miejscowość i gmina we Francji, w regionie Nowa Akwitania, w departamencie Żyronda.
Według danych na rok 1990 gminę zamieszkiwało 1681 osób, a gęstość zaludnienia wynosiła 17 osób/km² (wśród 2290 gmin Akwitanii Vendays-Montalivet plasuje się na 250. miejscu pod względem liczby ludności, natomiast pod względem powierzchni na miejscu 37.).